# Buzz Lightyear, rymdjägare

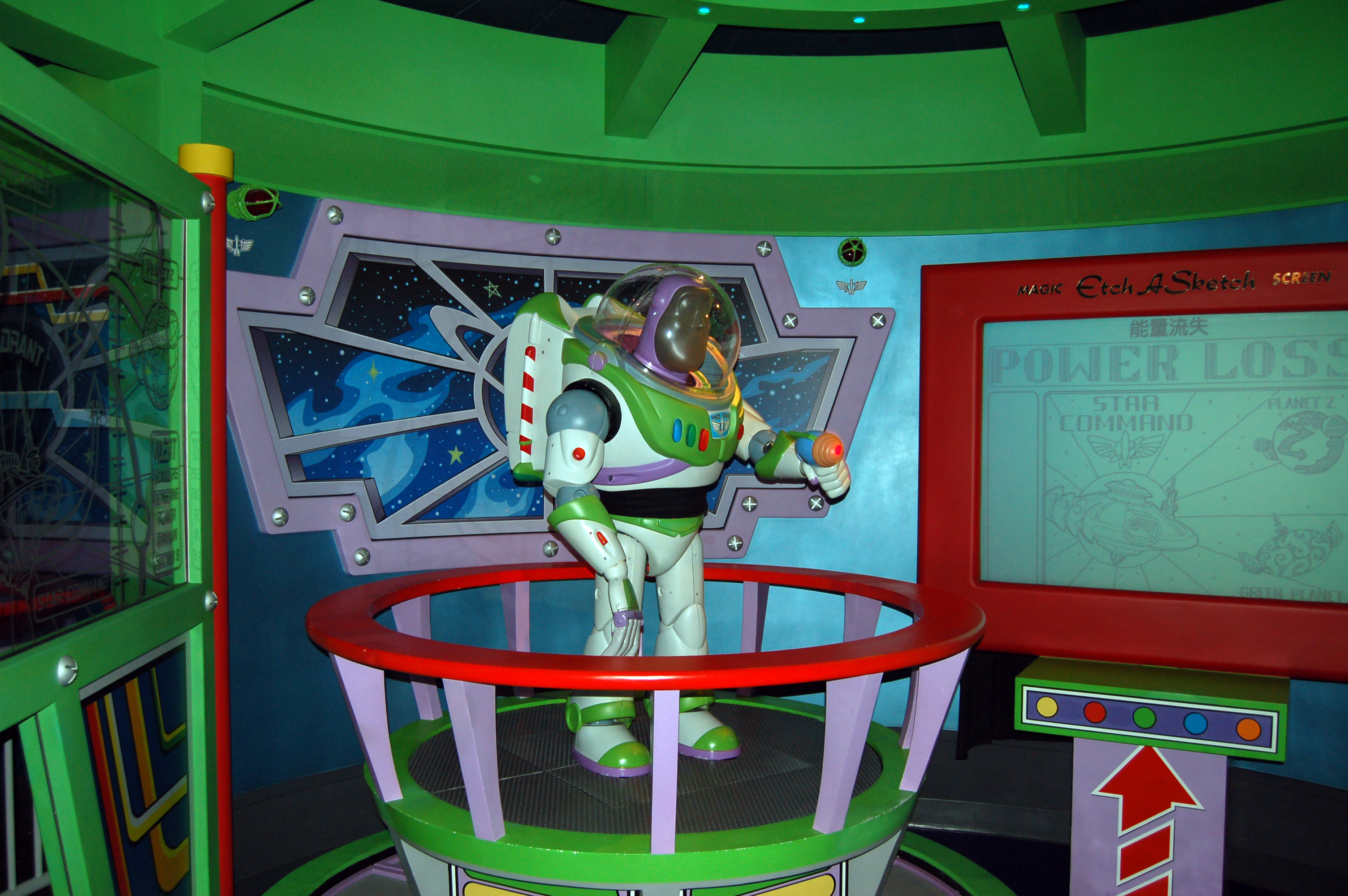
Buzz Lightyear

Buzz Lightyear, rymdjägare (engelska: Buzz Lightyear of Star Command) är en animerad tv-serie om karaktären Buzz Lightyear från Disneyfilmen Toy Story.

## Rollista
| Roll               | Engelska röstskådespelare | Svenska röstskådespelare |
| ------------------ | ------------------------- | ------------------------ |
| Buzz Lightyear     | Patrick Warburton         | Fredrik Dolk             |
| Mira Nova          | Nicole Sullivan           | Sharon Dyall             |
| Turbo              | Stephen Furst             | Lars Dejert              |
| XR                 | Larry Miller/Neil Flynn   | Johan Hedenberg          |
| Onde kejsaren Zurg | Wayne Knight              | Steve Kratz              |
| Max Antimateria    | Diedrich Bader            | Magnus Roosmann          |
| Kapten Supernova   | Adam Carolla              | Guy de la Berg           |